# 比尼莱加马什
比尼莱加马什（法語：Buigny-lès-Gamaches，法語發音：[bɥiɲi lɛ ɡamaʃ]，意为“加马什附近的比尼”）是法国上法蘭西大區索姆省的一个市镇，属于阿布维尔区。

## 地理
比尼莱加马什（50°1'28"N, 1°33'59"E）面积4.77 平方千米，位于法国上法蘭西大區索姆省，该省份为法国北部沿海省份，北起加来海峡省和北部省，西接滨海塞纳省和大西洋英吉利海峡，南至瓦兹省，东临埃纳省。
与比尼莱加马什接壤的市镇（或旧市镇、城区）包括：艾涅维尔、昂布勒维尔、加马什、迈尼耶尔、蒂卢瓦弗洛里维尔。

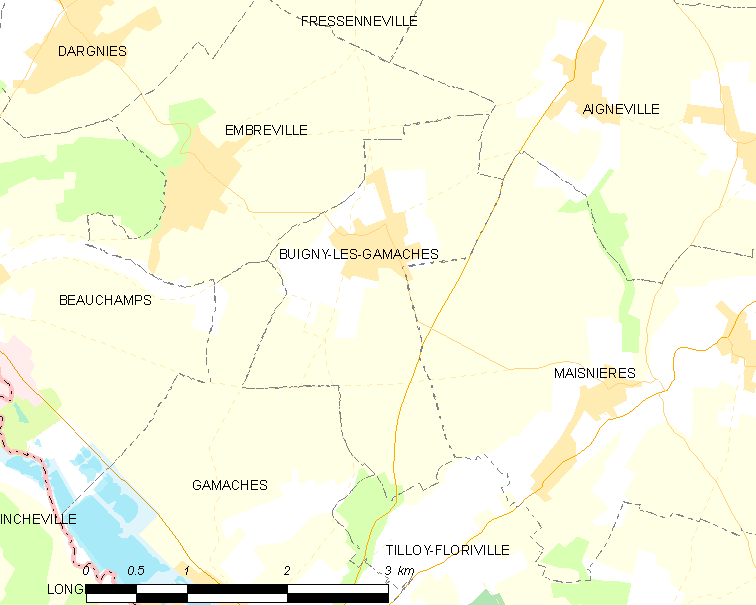
比尼莱加马什的OSM定位图

比尼莱加马什的时区为UTC+01:00、UTC+02:00（夏令时）。

## 行政
比尼莱加马什的邮政编码为80220，INSEE市镇编码为80148。

## 政治
比尼莱加马什所属的省级选区为加马什县。

## 人口

1962-2008年间比尼莱加马什人口变化图示

比尼莱加马什于2022年1月1日时的人口数量为392人。